# Wereldkampioenschap superbike van Sepang 2016
Het wereldkampioenschap superbike van Sepang 2016 was de zesde ronde van het wereldkampioenschap superbike en het wereldkampioenschap Supersport 2016. De races werden verreden op 14 en 15 mei 2016 op het Sepang International Circuit nabij Sepang, Maleisië.

## Superbike

### Race 1
| Pos | Nr  | Rijder               | Constructeur | Rondes | Tijd        | Grid | Punten |
| --- | --- | -------------------- | ------------ | ------ | ----------- | ---- | ------ |
| 1   | 66  | Tom Sykes            | Kawasaki     | 16     | 33:30.487   | 1    | 25     |
| 2   | 1   | Jonathan Rea         | Kawasaki     | 16     | +5.600      | 3    | 20     |
| 3   | 7   | Chaz Davies          | Ducati       | 16     | +8.039      | 5    | 16     |
| 4   | 81  | Jordi Torres         | BMW          | 16     | +17.666     | 8    | 13     |
| 5   | 22  | Alex Lowes           | Yamaha       | 16     | +18.613     | 2    | 11     |
| 6   | 34  | Davide Giugliano     | Ducati       | 16     | +19.871     | 9    | 10     |
| 7   | 60  | Michael van der Mark | Honda        | 16     | +24.120     | 10   | 9      |
| 8   | 69  | Nicky Hayden         | Honda        | 16     | +25.461     | 4    | 8      |
| 9   | 13  | Anthony West         | Kawasaki     | 16     | +32.989     | 11   | 7      |
| 10  | 2   | Leon Camier          | MV Agusta    | 16     | +35.464     | 12   | 6      |
| 11  | 25  | Josh Brookes         | BMW          | 16     | +39.437     | 14   | 5      |
| 12  | 17  | Karel Abraham        | BMW          | 16     | +39.860     | 16   | 4      |
| 13  | 99  | Luca Scassa          | Ducati       | 16     | +46.721     | 17   | 3      |
| 14  | 12  | Javier Forés         | Ducati       | 16     | +52.634     | 15   | 2      |
| 15  | 16  | Joshua Hook          | Kawasaki     | 16     | +1:10.599   | 18   | 1      |
| 16  | 9   | Dominic Schmitter    | Kawasaki     | 16     | +1:19.352   | 21   |        |
| 17  | 11  | Saeed Al Sulaiti     | Kawasaki     | 16     | +1:21.034   | 19   |        |
| 18  | 4   | Gianluca Vizziello   | Kawasaki     | 16     | +1:51.315   | 23   |        |
| 19  | 10  | Imre Tóth            | Yamaha       | 15     | +1 ronde    | 20   |        |
| DNF | 21  | Markus Reiterberger  | BMW          | 12     | Uitgevallen | 6    |        |
| DNF | 32  | Lorenzo Savadori     | Aprilia      | 9      | Ongeluk     | 7    |        |
| DNF | 15  | Alex de Angelis      | Aprilia      | 7      | Ongeluk     | 13   |        |
| DNF | 119 | Paweł Szkopek        | Yamaha       | 6      | Ongeluk     | 22   |        |

### Race 2
| Pos | Nr  | Rijder               | Constructeur | Rondes | Tijd        | Grid | Punten |
| --- | --- | -------------------- | ------------ | ------ | ----------- | ---- | ------ |
| 1   | 69  | Nicky Hayden         | Honda        | 16     | 37:04.047   | 4    | 25     |
| 2   | 34  | Davide Giugliano     | Ducati       | 16     | +1.254      | 9    | 20     |
| 3   | 1   | Jonathan Rea         | Kawasaki     | 16     | +3.684      | 3    | 16     |
| 4   | 7   | Chaz Davies          | Ducati       | 16     | +5.720      | 5    | 13     |
| 5   | 13  | Anthony West         | Kawasaki     | 16     | +15.989     | 11   | 11     |
| 6   | 60  | Michael van der Mark | Honda        | 16     | +19.979     | 10   | 10     |
| 7   | 15  | Alex de Angelis      | Aprilia      | 16     | +20.028     | 13   | 9      |
| 8   | 66  | Tom Sykes            | Kawasaki     | 16     | +23.011     | 1    | 8      |
| 9   | 2   | Leon Camier          | MV Agusta    | 16     | +24.045     | 12   | 7      |
| 10  | 21  | Markus Reiterberger  | BMW          | 16     | +25.139     | 6    | 6      |
| 11  | 12  | Javier Forés         | Ducati       | 16     | +25.208     | 15   | 5      |
| 12  | 25  | Josh Brookes         | BMW          | 16     | +25.835     | 14   | 4      |
| 13  | 81  | Jordi Torres         | BMW          | 16     | +26.757     | 8    | 3      |
| 14  | 32  | Lorenzo Savadori     | Aprilia      | 16     | +30.729     | 7    | 2      |
| 15  | 16  | Joshua Hook          | Kawasaki     | 16     | +1:05.347   | 18   | 1      |
| 16  | 4   | Gianluca Vizziello   | Kawasaki     | 16     | +1:17.761   | 23   |        |
| 17  | 99  | Luca Scassa          | Ducati       | 16     | +1:18.121   | 17   |        |
| 18  | 119 | Paweł Szkopek        | Yamaha       | 16     | +1:31.412   | 22   |        |
| 19  | 9   | Dominic Schmitter    | Kawasaki     | 16     | +2:07.000   | 21   |        |
| 20  | 11  | Saeed Al Sulaiti     | Kawasaki     | 16     | +2:08.836   | 19   |        |
| 21  | 10  | Imre Tóth            | Yamaha       | 15     | +1 ronde    | 20   |        |
| DNF | 22  | Alex Lowes           | Yamaha       | 12     | Ongeluk     | 2    |        |
| DNF | 17  | Karel Abraham        | BMW          | 0      | Uitgevallen | 16   |        |

## Supersport
| Pos | Nr  | Rijder              | Constructeur | Rondes | Tijd        | Grid | Punten |
| --- | --- | ------------------- | ------------ | ------ | ----------- | ---- | ------ |
| 1   | 86  | Ayrton Badovini     | Honda        | 14     | 33:22.944   | 6    | 25     |
| 2   | 63  | Zulfahmi Khairuddin | Kawasaki     | 14     | +0.050      | 5    | 20     |
| 3   | 4   | Gino Rea            | MV Agusta    | 14     | +0.980      | 3    | 16     |
| 4   | 2   | P.J. Jacobsen       | Honda        | 14     | +1.250      | 4    | 13     |
| 5   | 111 | Kyle Smith          | Honda        | 14     | +5.035      | 15   | 11     |
| 6   | 1   | Kenan Sofuoğlu      | Kawasaki     | 14     | +8.234      | 1    | 10     |
| 7   | 16  | Jules Cluzel        | MV Agusta    | 14     | +17.802     | 7    | 9      |
| 8   | 21  | Randy Krummenacher  | Kawasaki     | 14     | +20.300     | 2    | 8      |
| 9   | 25  | Alex Baldolini      | MV Agusta    | 14     | +21.563     | 14   | 7      |
| 10  | 64  | Federico Caricasulo | Honda        | 14     | +26.285     | 11   | 6      |
| 11  | 11  | Christian Gamarino  | Kawasaki     | 14     | +34.528     | 13   | 5      |
| 12  | 44  | Roberto Rolfo       | MV Agusta    | 14     | +36.763     | 8    | 4      |
| 13  | 87  | Lorenzo Zanetti     | MV Agusta    | 14     | +41.450     | 12   | 3      |
| 14  | 81  | Luke Stapleford     | Triumph      | 14     | +59.487     | 17   | 2      |
| 15  | 78  | Hikari Okubo        | Honda        | 14     | +59.835     | 16   | 1      |
| 16  | 41  | Aiden Wagner        | MV Agusta    | 14     | +1:00.234   | 21   |        |
| 17  | 69  | Ondřej Ježek        | Kawasaki     | 14     | +1:08.221   | 9    |        |
| 18  | 71  | Christoffer Bergman | Honda        | 14     | +1:10.306   | 20   |        |
| 19  | 83  | Lachlan Epis        | Kawasaki     | 14     | +1:34.536   | 22   |        |
| 20  | 35  | Stefan Hill         | Honda        | 14     | +1:35.852   | 23   |        |
| 21  | 10  | Nacho Calero        | Kawasaki     | 14     | +2:02.637   | 19   |        |
| DNF | 88  | Nicolás Terol       | MV Agusta    | 13     | Uitgevallen | 10   |        |
| DNF | 19  | Kevin Wahr          | Honda        | 1      | Uitgevallen | 18   |        |

## Tussenstanden na wedstrijd

### Superbike
| Pos | Nr | Rijder               | Team     | Punten |
| --- | -- | -------------------- | -------- | ------ |
| 1   | 1  | Jonathan Rea         | Kawasaki | 257    |
| 2   | 7  | Chaz Davies          | Ducati   | 215    |
| 3   | 66 | Tom Sykes            | Kawasaki | 187    |
| 4   | 60 | Michael van der Mark | Honda    | 125    |
| 5   | 34 | Davide Giugliano     | Ducati   | 118    |

### Supersport
| Pos | Nr  | Rijder             | Team      | Punten |
| --- | --- | ------------------ | --------- | ------ |
| 1   | 1   | Kenan Sofuoğlu     | Kawasaki  | 96     |
| 2   | 21  | Randy Krummenacher | Kawasaki  | 79     |
| 3   | 16  | Jules Cluzel       | MV Agusta | 67     |
| 4   | 111 | Kyle Smith         | Honda     | 57     |
| 5   | 2   | P.J. Jacobsen      | Honda     | 56     |

2014 · 2015 · 2016